# Ciprus a 2000. évi nyári olimpiai játékokon
Ciprus az ausztráliai Sydneyben megrendezett 2000. évi nyári olimpiai játékok egyik részt vevő nemzete volt. Az országot az olimpián 4 sportágban 22 sportoló képviselte, akik érmet nem szereztek.

## Atlétika
Férfi
| Versenyző                                                                         | Versenyszám     | Előfutam      | Előfutam      | Előfutam      | Negyeddöntő | Negyeddöntő | Negyeddöntő | Elődöntő | Elődöntő | Elődöntő | Döntő   | Döntő    |
| Versenyző                                                                         | Versenyszám     | Idő           | Hely.         | Össz.         | Idő         | Hely.       | Össz.       | Idő      | Hely.    | Össz.    | Idő     | Helyezés |
| --------------------------------------------------------------------------------- | --------------- | ------------- | ------------- | ------------- | ----------- | ----------- | ----------- | -------- | -------- | -------- | ------- | -------- |
| Ánninosz Markullídisz                                                             | 100 m           | 10,32         | 6.            | 16.           | 10,48       | 7.          | 36.         | kiesett  | kiesett  | kiesett  | kiesett | kiesett  |
| Ánninosz Markullídisz                                                             | 200 m           | 20,83         | 2.            | 23.           | 20,71       | 6.          | 23.*        | kiesett  | kiesett  | kiesett  | kiesett | kiesett  |
| Evripídisz Dimoszthénusz                                                          | 400 m           | nem ért célba | nem ért célba | nem ért célba | kiesett     | kiesett     | kiesett     | kiesett  | kiesett  | kiesett  | kiesett | kiesett  |
| Konsztandínosz Pohánisz                                                           | 400 m gát       | 51,20         | 6.            | 41.           |             |             |             | kiesett  | kiesett  | kiesett  | kiesett | kiesett  |
| Sztáthisz Sztászi                                                                 | 3000 m akadály  | nem ért célba | nem ért célba | nem ért célba |             |             |             | kiesett  | kiesett  | kiesett  | kiesett | kiesett  |
| Ánthimosz Rótosz Ánninosz Markullídisz Pródromosz Kacandónisz Jánnisz Ziszimídisz | 4 × 100 m váltó | 39,75         | 5.            | 25.           |             |             |             | kiesett  | kiesett  | kiesett  | kiesett | kiesett  |

| Versenyző       | Versenyszám | Selejtező                | Selejtező                | Döntő    | Döntő    |
| Versenyző       | Versenyszám | Eredmény                 | Helyezés                 | Eredmény | Helyezés |
| --------------- | ----------- | ------------------------ | ------------------------ | -------- | -------- |
| Fótisz Sztefaní | Rúdugrás    | érvényes kísérlet nélkül | érvényes kísérlet nélkül | kiesett  | kiesett  |

| Versenyző        | Versenyszám | 100 m | 100 m | Távolugrás | Távolugrás | Súlylökés | Súlylökés | Magasugrás | Magasugrás | 400 m      | 400 m      | 110 m gát  | 110 m gát  | Diszkoszvetés | Diszkoszvetés | Rúdugrás   | Rúdugrás   | Gerelyhajítás | Gerelyhajítás | 1500 m     | 1500 m     | Végeredmény   | Végeredmény   |
| Versenyző        | Versenyszám | Idő   | Pont  | Eredmény   | Pont       | Eredmény  | Pont      | Eredmény   | Pont       | Idő        | Pont       | Idő        | Pont       | Eredmény      | Pont          | Eredmény   | Pont       | Eredmény      | Pont          | Idő        | Pont       | Pont          | Helyezés      |
| ---------------- | ----------- | ----- | ----- | ---------- | ---------- | --------- | --------- | ---------- | ---------- | ---------- | ---------- | ---------- | ---------- | ------------- | ------------- | ---------- | ---------- | ------------- | ------------- | ---------- | ---------- | ------------- | ------------- |
| Jeórjiosz Andréu | Tízpróba    | 10,97 | 867   | 673 cm     | 750        | 14,24 m   | 743       | nem indult | nem indult | nem indult | nem indult | nem indult | nem indult | nem indult    | nem indult    | nem indult | nem indult | nem indult    | nem indult    | nem indult | nem indult | nem ért célba | nem ért célba |

Női
| Versenyző        | Versenyszám | Selejtező | Selejtező | Döntő    | Döntő    |
| Versenyző        | Versenyszám | Eredmény  | Helyezés  | Eredmény | Helyezés |
| ---------------- | ----------- | --------- | --------- | -------- | -------- |
| Agní Haralámbusz | Magasugrás  | 180 cm    | 33.*      | kiesett  | kiesett  |

* - egy másik versenyzővel azonos eredményt ért el

## Sportlövészet
Férfi
| Versenyző         | Versenyszám | Selejtező | Selejtező | Döntő   | Döntő    |
| Versenyző         | Versenyszám | Pont      | Helyezés  | Pont    | Helyezés |
| ----------------- | ----------- | --------- | --------- | ------- | -------- |
| Andónisz Andréu   | Skeet       | 122       | 4.***     | kiesett | kiesett  |
| Jórgosz Ahilléosz | Skeet       | 119       | 23.**     | kiesett | kiesett  |

Női
| Versenyző     | Versenyszám | Selejtező | Selejtező | Döntő   | Döntő    |
| Versenyző     | Versenyszám | Pont      | Helyezés  | Pont    | Helyezés |
| ------------- | ----------- | --------- | --------- | ------- | -------- |
| Szofía Miaúli | Skeet       | 69        | 7.*       | kiesett | kiesett  |

* - három másik versenyzővel azonos eredményt ért el

** - nyolc másik versenyzővel azonos eredményt ért el

*** - kilenc másik versenyzővel azonos eredményt ért el

## Úszás
Férfi
| Versenyző                   | Versenyszám  | Előfutam | Előfutam | Előfutam | Elődöntő | Elődöntő | Elődöntő | Döntő   | Döntő    |
| Versenyző                   | Versenyszám  | Idő      | Hely.    | Össz.    | Idő      | Hely.    | Össz.    | Idő     | Helyezés |
| --------------------------- | ------------ | -------- | -------- | -------- | -------- | -------- | -------- | ------- | -------- |
| Sztávrosz Mihailídisz       | 50 m gyors   | 23,05    | 4.       | 27.      | kiesett  | kiesett  | kiesett  | kiesett | kiesett  |
| Hríszanthosz Papahriszánthu | 100 m gyors  | 52,82    | 8.       | 57.      | kiesett  | kiesett  | kiesett  | kiesett | kiesett  |
| Aléxandrosz Arészti         | 200 m gyors  | 1:57,54  | 8.       | 49.      | kiesett  | kiesett  | kiesett  | kiesett | kiesett  |
| Jórgosz Dimitriádisz        | 200 m vegyes | 2:12,76  | 5.       | 53.      | kiesett  | kiesett  | kiesett  | kiesett | kiesett  |

Női
| Versenyző        | Versenyszám    | Előfutam | Előfutam | Előfutam | Elődöntő | Elődöntő | Elődöntő | Döntő   | Döntő    |
| Versenyző        | Versenyszám    | Idő      | Hely.    | Össz.    | Idő      | Hely.    | Össz.    | Idő     | Helyezés |
| ---------------- | -------------- | -------- | -------- | -------- | -------- | -------- | -------- | ------- | -------- |
| Ánna Sztilianú   | 100 m gyors    | 59,08    | 7.       | 44.      | kiesett  | kiesett  | kiesett  | kiesett | kiesett  |
| María Papadopúlu | 100 m pillangó | 1:01,64  | 1.       | 32.      | kiesett  | kiesett  | kiesett  | kiesett | kiesett  |
| Natalía Rumbína  | 200 m pillangó | 2:17,01  | 6.       | 30.      | kiesett  | kiesett  | kiesett  | kiesett | kiesett  |

## Vitorlázás
Férfi
| Versenyző          | Versenyszám     | Futam | Futam | Futam | Futam | Futam | Futam | Futam | Futam | Futam | Futam | Futam | Pontszám | Helyezés |
| Versenyző          | Versenyszám     | 1     | 2     | 3     | 4     | 5     | 6     | 7     | 8     | 9     | 10    | 11    | Pontszám | Helyezés |
| ------------------ | --------------- | ----- | ----- | ----- | ----- | ----- | ----- | ----- | ----- | ----- | ----- | ----- | -------- | -------- |
| Dimítriosz Láppasz | Szörfvitorlázás | 28    | 16    | 20    | (32)  | 27    | (33)  | 31    | 29    | 30    | 19    | 13    | 213,0    | 30.      |

Nyílt
| Versenyző            | Versenyszám | Futam | Futam | Futam | Futam | Futam | Futam | Futam | Futam | Futam | Futam | Futam | Pontszám | Helyezés |
| Versenyző            | Versenyszám | 1     | 2     | 3     | 4     | 5     | 6     | 7     | 8     | 9     | 10    | 11    | Pontszám | Helyezés |
| -------------------- | ----------- | ----- | ----- | ----- | ----- | ----- | ----- | ----- | ----- | ----- | ----- | ----- | -------- | -------- |
| Emíliosz Ikonomídisz | Laser       | 39    | 39    | 17    | (40)  | 33    | (40)  | 34    | 37    | 34    | 33    | 39    | 305,0    | 40.      |